# Georg Ratzinger
Georg Ratzinger (Pleiskirchen, 15 januari 1924 – Regensburg, 1 juli 2020) was een Duits priester en kerkmusicus. Hij was de oudere broer van paus Benedictus XVI (Joseph Ratzinger).

## Loopbaan

### Jeugd
Ratzinger werd geboren als de zoon van politieagent Joseph Ratzinger sr. en de uit Rimsting bij Chiemsee afkomstige kokkin Maria Peintner, als middelste in een gezin van drie kinderen: Maria (1921-1991), Joseph (1927-2022) en hijzelf. Hij bracht zijn jeugd door in Traunstein, een kleine stad nabij de Oostenrijkse grens. Joseph Ratzinger sr. was een criticus van de nazi-regering en weigerde lid te worden van de NSDAP. 
Het gezin Ratzinger vluchtte tijdens de woelige jaren 1930 sterk in het geloof. Als 11-jarige jongen speelde Ratzinger al op het kerkorgel van Traunstein. In 1935 ging hij aldaar naar het kleinseminarie. In 1941 werd hij, zoals gebruikelijk, lid van de Hitlerjugend. In 1942 werd hij opgeroepen voor de Rijksarbeidsdienst en een jaar later ingelijfd bij de Wehrmacht. In 1944 raakte Ratzinger tijdens gevechten in Italië gewond aan zijn rechterarm. Hij werd door de Amerikanen krijgsgevangen genomen en keerde in 1945 terug naar Traunstein. Hierna ging hij, met zijn jongere broer Joseph, naar het bisschoppelijk grootseminarie van München-Freising. Tegelijkertijd studeerde hij aan het conservatorium. Hij werd op 29 juni 1951 op dezelfde dag als Joseph tot priester gewijd. 

### Koordirigent
Hij werkte vervolgens op verschillende plaatsen als priester en studeerde in 1957 af als koordirigent. Van 1957 tot 1964 leidde hij het kerkkoor van Traunstein. In 1964 werd hij benoemd tot domkapelmeester van de Dom van Regensburg en als zodanig chef-dirigent van de Regensburger Domspatzen, een van de oudste jongenskoren ter wereld. Met dit koor maakte Ratzinger concertreizen over de gehele wereld. De Domspatzen zongen ook bij de wijding van zijn broer Joseph tot aartsbisschop van München en Freising op 28 mei 1977. 
In 1994 trad Ratzinger terug als kapelmeester en sindsdien was hij kanunnik van de Stiftskirche St. Johann in Regensburg. Sinds 1967 was hij kapelaan van Zijne Heiligheid en sinds 1976 ereprelaat van Zijne Heiligheid. In 2008 benoemde Castel Gandolfo – waar hij de zomers vaak met zijn broer doorbracht – hem tot ereburger.

#### Misbruik bij de Regensburger Domspatzen
In 2010 bleek dat zich bij de Regensburger Domspatzen in de jaren vijftig en zestig op grote schaal seksueel misbruik en mishandeling hadden voorgedaan. Ratzinger beweerde van niets te weten, maar gaf wel aan dat hij kinderen van het jongenskoor klappen in het gezicht had gegeven, hetgeen in die periode pedagogisch niet omstreden was, mits het binnen bepaalde grenzen gebeurde. Het in juli 2017 verschenen eindrapport van een diepgaand onderzoek gaf een ontluisterend beeld van de gewelddadigheden, angstcultuur en seksueel misbruik die zich decennialang bij de Domspatzen hadden voorgedaan. De koorschool werd beschreven als een 'hel', 'gevangenis' en 'concentratiekamp' waar kinderen zo onopvallend mogelijk probeerden te blijven om aan geweld en repressie te ontkomen. Ratzinger werd in het rapport 'wegkijken' en tekortschietend reageren op gemelde gevallen van geweld verweten. Door actiever te reageren op signalen had hij veel onheil kunnen voorkomen. Het verschijnen van het rapport leidde tot nieuwe beschuldigingen aan het adres van Ratzinger.

## Overlijden en begrafenis
Georg Ratzinger overleed op 1 juli 2020 in Regensburg, ruim een week nadat zijn broer Joseph hem voor de laatste maal had bezocht. De uitvaartdienst vond op 8 juli 2020 in de Dom van Regensburg plaats onder leiding van bisschop Rudolf Voderholzer en aartsbisschop Georg Gänswein, secretaris en vriend van de emeritus paus Benedictus. Vervolgens werd Ratzinger begraven op de Unteren katholischen Friedhoff in het graf van de Stifting Regensburger Domspatzen, naast zijn voorganger als domkapelmeester Theobald Schrems.
In oktober 2020 werd bekend dat Benedictus XVI niet in aanmerking wilde komen voor de hem toegevallen erfenis van zijn broer Georg. De toen 93-jarige had “geen behoefte meer om materiële zaken te verzamelen”. De erfenis van de vroegere kapelmeester viel nu toe aan de Heilige Stoel. Deze bestaat vooral uit composities, bladmuziek van de Regensburger Domspatzen, boeken en familiefoto’s.
- Bibsys: 1087952
- Biblioteca Nacional de España: XX5205834
- Bibliothèque nationale de France: cb13898833x (data)
- CiNii: DA16306495
- Gemeinsame Normdatei: 119141582
- International Standard Name Identifier: 0000 0001 0996 4584
- Library of Congress Control Number: n82017443
- MusicBrainz: caeed1f1-0fa2-4376-8956-1abdc11af604
- Nationale Bibliotheek van Tsjechië: xx0079737
- Nationale bibliotheek van Australië: 35530660
- Nationale Bibliotheek van Israël: 987007330134205171
- Nationale Bibliotheek van Polen: a0000002573160
- Nederlandse Thesaurus van Auteursnamen: 070827869
- Istituto Centrale per il Catalogo Unico: UBOV563377
- Système universitaire de documentation: 157552241
- Virtual International Authority File: 85825758
- WorldCat: E39PBJvmHtKp4tBdkvw4ygDH4q